# نیروگاه تولید هم‌زمان آب و برق قشم
نیروگاه تولید هم‌زمان آب و برق قشم (در ۳۵ کیلومتری غرب قشم، تأسیس ۱۳۹۲)، یکی از نیروگاه‌های ایران، از دیدگاه نزدیک بودن به محل مصرف از نوع تولید پراکنده (مصرف برق در محل تولید) و از دیدگاه فناوری، از نوع تولید هم‌زمان گرما و برق به شمار می‌رود. ظرفیت تولید این نیروگاه ۵۰ مگاوات است که شامل ۲ واحد گازی ۲۵ مگاواتی در زمینی به مساحت ۴ هکتار است.
این نیروگاه توسط گروه مپنا سرمایه‌گذاری شده و از سوی همین شرکت در حال احداث است. برق تولیدی این نیروگاه فقط برای مصرف داخل جزیره است و سوخت مصرفی آن گاز طبیعی است.
این نیروگاه، اولین نیروگاه تولید هم‌زمان آب و برق و اولین نیروگاه با راندمان ۸۰ درصد، در ایران است.
در این نیروگاه همزمان با تولید برق، آب شیرین نیز تولید می‌شود. میزان تولید روزانه آن، ۱۸ هزار مترمکعب آب شیرین است که در جزیره قشم مصرف می‌شود.

## نحوه تولید برق و آب شیرین
در نیروگاه قشم، پس از استفاده از سوخت فسیلی برای چرخاندن توربین گاز، به گردش درآمدن مولد جریان الکتریسیته (ژنراتور) و تولید برق، حرارت اتلافی توربین به سامانه آب شیرین‌کن هدایت می‌شود. در این سامانه، آب شور دریا از طریق تبخیر به آب شیرین خالص تبدیل شده و با افزودن مواد معدنی و کلسیم، آب آشامیدنی تولید می‌شود. توربین‌های مورد استفاده در این نیروگاه از طریق انتقال فناوری ساخت، در ایران ساخته شده است.